# Olaf Bender

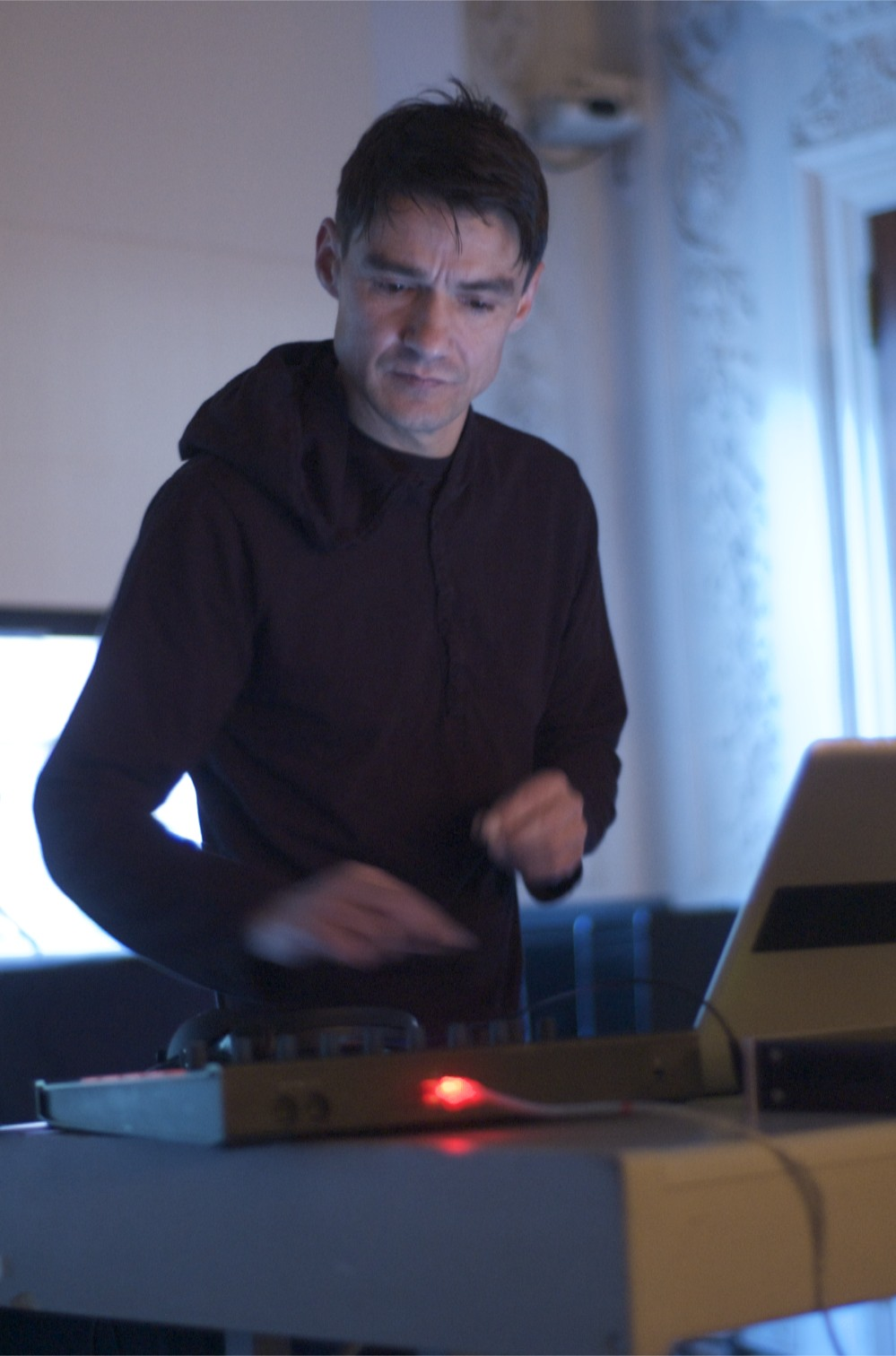
Olaf Bender (2010)

Olaf Bender (* 1968 in Karl-Marx-Stadt, heute: Chemnitz) ist ein Multimedia-Künstler, Grafiker und Musiker aus Chemnitz. Er betreibt die Künstlerplattform Raster-Media und das dazugehörige Musiklabel Raster. Als Musiker arbeitet er unter dem Pseudonym Byetone.

## Biographie / künstlerische Einordnung
Olaf Bender absolvierte in der ehemaligen DDR eine Lehre als Maßschneider. Das sächsische Textilzentrum Chemnitz wurde prägend für die spätere künstlerische Produktion, wie bei zahlreichen anderen namhaften Künstlern aus der Stadt und Region Chemnitz.
1988 wurde er Mitglied der AG-Geige, eine anfangs als Kunstprojekt konzipierte Kompilation, die als Band überregionale Bekanntheit erlangte. In der Nachwendezeit war Bender in Ostdeutschland bis 1995 für einen Hamburger Musikvertrieb tätig. Zusammen mit Frank Bretschneider gründete Bender in Chemnitz 1996 das Label Rastermusic und zeichnete dort verantwortlich für Design und die grafische Gestaltung der Produkte. In diesem Zeitraum war Bender in der Band Produkt musikalisch aktiv.
Während sich Bretschneider und Nicolai auf die künstlerische Produktion verlegten, führte Bender die operativen Geschäfte des Labels. Als Künstler des Labels wurde Bender ab 1998 als Mitglied der Band Signal aktiv. Seit diesem Zeitpunkt firmierte er als Solo-Musiker unter dem Pseudonym Byetone. Sein Debüt als Byetone war eine Publikation für die preisgekrönte „20' to 2000“ Serie. In den folgenden Jahren war er mit intensiver Konzerttätigkeit auf internationalen Bühnen bei allen wichtigen Festivals für elektronische bzw. minimalistische Musik vertreten (Sonár, Mutek, Redcat).
Im Jahr 1999 fusionierten die beiden Chemnitzer Labels Rastermusic von Bretschneider und Bender mit Noton von Carsten Nicolai zu Raster-Noton. Mit dem Letztgenannten betrieb Bender das Label die folgenden Jahre; Bretschneider blieb assoziierter Künstler.
Die eng mit der musikalischen Produktion verbundene grafische Gestaltung von Videos und Installationen Benders dehnte sich ab 2000 auf den Bereich der Buchgestaltung aus. Die bedeutendste Arbeit in diesem Sektor ist die Buchproduktion (O)acis, die als Best Book Design der Stiftung Buchkunst ausgezeichnet wurde.
Seit 2017 betreibt Bender die Künstlerplattform Raster-Media in Chemnitz. Raster-Media vertritt zahlreiche deutsche und internationale Künstler im Bereich der elektronischen Musik und Videokunst.
Im Bauhaus-Jahr 2019 führte „Raster“ eine Reihe von Veranstaltungen und Kooperationen mit Trägern der Bauhaus-Tradition und der Tradition der frühen Moderne durch, namentlich Bauhaus-Universität Weimar, Bauhaus-Museum Weimar, Bauhaus 100 und Festspielhaus Hellerau.

## Arbeiten (Auswahl)

### Buchproduktionen, Buchgestaltung
- 1998 Carsten Nicolai: Polyfoto, Verlag für moderne Kunst Nürnberg, Nürnberg 1998. ISBN 978-3-928342-91-9.
- 2000 Raster-Noton. oacis, Verlag Die-Gestalten, Chemnitz 2000. ISBN 978-3-931126-48-3.
- 2007 Mika Vainio: Time Examined, Raster-Noton, Chemnitz 2009. ISBN 978-3-9812760-1-5.
- 2016 Ralf Siegfried Ketscher: Dionysos Oriens, Göttingen 2016. ISBN 978-3-7369-9217-7.
- 2016 Raster-Noton: Source Book, Raster-Noton, Chemnitz 2016. ISBN 978-3-9812760-3-9.

### Installationen
- mit Olaf Held: Lumen
- mit Carsten Nicolai: White Line Light
- mit Martin Bricelj: 99
- mit Carsten Nicolai und dem ZKM: White Circle[14]

### CD-Produktionen
Einzelwerke (Byetone)
- 1996 Interflug (Rastermusic) als Olaf Bender
- 1999 May („20“ to 2000) (Raster-Noton)
- 2003 Feld (Binemusic)
- 2008 Plastic Star (Raster-Noton)
- 2008 Death of a Typographer (Raster-Noton)
- 2011 Symeta (Raster-Noton)

Kollaborationen
- 1991 AG Geige: Raabe (Zensor)
- 1996 Produkt: Float (Rastermusic)
- 1997 Produkt: Stretch (Rastermusic)
- 1998 Signal: Waves + Lines (Rastermusic)
- 2000 Signal: Centrum (Raster-Noton)
- 2007 Signal: Robotron (Raster-Noton)
- 2014 Diamond Version: 1 (Mute)
- 2014 Diamond Version: 2 (Mute)
- 2014 Diamond Version: 3 (Mute)
- 2014 Diamond Version: 4 (Mute)
- 2014 Diamond Version: 5 (Mute)
- 2014 Diamond Version: CI (Mute)

Audio-Visuelle Arbeiten
- Sonár Barcelona, Reykjavik
- TodaysArt Festival, den Haag
- Mutek Montreal, Tokio, Barcelona
- CTM Berlin, Novosibirsk
- REDCAT Los Angeles
- Centre Pompidou Paris
- 798 Space Peking